# Elektrochemisches Potential
Das elektrochemische Potential {\displaystyle {\widetilde {\mu }}_{i}}  eines ladungstragenden Stoffes {\displaystyle i} setzt sich zusammen aus seinem chemischen Potential {\displaystyle \mu _{i}} und einem elektrischen Potential {\displaystyle \varphi }:
{\displaystyle {\widetilde {\mu }}_{i}=\mu _{i}+z_{i}\cdot \mathrm {F} \cdot \varphi }
mit
- der Ladungszahl {\displaystyle z_{i}} des ladungstragenden Stoffes
- der Faraday-Konstante {\displaystyle \mathrm {F} }
- dem lokalen elektrischen Potential {\displaystyle \varphi }.

{\displaystyle {\widetilde {\mu }}_{i}} gibt an, wie viel Arbeit aufzubringen ist, um in einem System bei konstantem Druck {\displaystyle p}, konstanter Temperatur {\displaystyle T} und konstanten Stoffmengen aller anderen Systemkomponenten die Menge der Ladungsträgersorte {\displaystyle i} von {\displaystyle n_{a}} auf {\displaystyle n_{e}} zu erhöhen:
{\displaystyle \Delta G=\int _{n_{a}}^{n_{e}}{\tilde {\mu }}_{i}\,dn_{i}{\overset {\text{Gleichgewicht}}{=}}0}
(Unter den genannten Bedingungen ist die aufzubringende Arbeit gleich der Änderung {\displaystyle \Delta G} der Gibbs-Energie des Systems. Vergleiche chemisches Potential.)
Da jede Potentialdifferenz die Fähigkeit eines Systems beschreibt, Arbeit zu verrichten, laufen passive chemische Reaktionen unter Beteiligung von Ionen solange ab, bis sich die elektrochemischen Potentiale aller Systemkomponenten angeglichen haben ({\displaystyle \Delta G=0}).

## Erklärte Effekte
Die Betrachtung dieses Prinzips an Phasengrenzen, die für nur eine Ionensorte durchlässig sind, erklärt die Wirkungsweise der Glaselektrode als pH-Messgerät sowie die Ausbildung des Donnan-Potentials (nach Frederick George Donnan) an biologischen Membranen und führt zur Herleitung der Nernst-Gleichung.
Bei Festkörpern stimmt z. B. das elektrochemische Potential der Elektronen bei einer Temperatur von {\displaystyle T=0~\mathrm {K} }  mit ihrer Fermi-Energie überein. Die Angleichung der elektrochemischen Potentiale der Elektronen über die Kontaktfläche zwischen einem Metall und einem Halbleiter führt zur Ausbildung einer Schottky-Barriere, die in der Halbleitertechnik von Bedeutung ist.

## Abgrenzung
Das Potential E einer Elektrode ist zwar ein in der Elektrochemie besonders wichtiges Potential und hängt direkt vom hier behandelten elektrochemischen Potential {\displaystyle {\widetilde {\mu }}_{i}} ab, unterscheidet sich aber von der hier gegebenen strengen Definition des elektrochemischen Potentials: E ist eine elektrische Spannung, also eine Energie pro Ladung, das hier behandelte Potential {\displaystyle {\widetilde {\mu }}_{i}} aber eine Energie pro Mol.